# Koigi soo
Koigi soo är ett träsk på Ösel i västra Estland. Det ligger i Pöide kommun i landskapet Saaremaa (Ösel), 150 km sydväst om huvudstaden Tallinn. Den ligger tolv meter över havet. I anslutning till Koigi soo ligger våtmarken Kareda raba i norr samt sjön Koigi järv och byn Koigi i söder.  
Inlandsklimat råder i trakten. Årsmedeltemperaturen i trakten är 4 °C. Den varmaste månaden är juli, då medeltemperaturen är 18 °C, och den kallaste är januari, med −10 °C.